# Zeuxo holdichii
Zeuxo holdichii är en kräftdjursart som beskrevs av Bamber 1990. Zeuxo holdichii ingår i släktet Zeuxo och familjen Tanaidae. Inga underarter finns listade i Catalogue of Life.